# Theater am Ortweinplatz
Das Theater am Ortweinplatz, kurz TaO! ist ein Grazer Theater, das 1992 von Manfred Weissensteiner gegründet wurde. Gespielt wird für ein junges Publikum ab 8 Jahren, ein wichtiger Schwerpunkt ist die Theaterpädagogik.
Am Spielplan stehen Stücke junger Autoren sowie klassische Stoffe, die für ein junges Publikum aufbereitet werden.
In wöchentlich stattfindenden Theaterwerkstätten für Kinder und Jugendliche wird ein schauspielerisches Grundtraining (Körper-, Stimme-, Improvisation) vermittelt.
Großer Wert wird auf internationale Zusammenarbeit und Nachwuchsförderung (z. B. im Rahmen des Jungwildpreises) gelegt. So arbeitet das TaO! mit internationalen Austauschprojekten, wie einem Kafka-Projekt mit Tschechien und Deutschland zusammen und ist an EU-Programmen wie „e.l.m.a.s.“ oder „insitu“ beteiligt.
In Zusammenarbeit mit dem MezzaninTheater wird alle zwei Jahre mit spleen*graz ein internationales Theaterfestival für ein junges Publikum in Graz organisiert.

## Eigenproduktionen
- „Kick & Rush“ von Andri Beyeler
- „Cyrano“ nach Edmond Rostand - in Zusammenarbeit mit Theater Mundwerk
- „Nachtblind“ von Darja Stocker
- „Herr der Fliegen“ nach der Romanvorlage von William Golding
- „Kabale und Liebe“ nach Friedrich Schiller - in Zusammenarbeit mit Theater Mundwerk
- „Das wilde Kind“ über Kaspar Hauser
- „brick in  the wall“ im Rahmen von Macht|schule|theater
- „Aussetzer“ von Lutz Hübner
- „Schwestern“
- „Säen, Ernten, Schießen“
- „Das heilige Kind“
- „Das Blaue vom Himmel“ im Rahmen von Macht|schule|theater
- „Hart sein“
- „Die Tochter des Ganovenkönigs“ nach Ad de Bont
- „Rivalen“  im Rahmen von Macht|schule|theater

## Auszeichnungen
- TrauDi 2010 - Steirischer Kinderrechtepreis in der Kategorie „Organisationen und Verein“

Auszug Jurybegründung:
„Freizeitprogramm für Kinder und Jugendliche unterschiedlichen Alters...
Freizeitpgrogramm, das künstlerischen Anspruch und klassische Jugendarbeit verbindet...
Freizeitprogramm, das die Lebens- und Entwicklungsthemen von Kindern und Jugendlichen behandelt...
...all das gemeinsam klingt entweder nach einem theoretischen Konzept oder nach praktischer Unvereinbarkeit - aber das Theater am Ortweinplatz schafft es seit Jahren dies zu vereinen: mit kleinen und großen Kindern Theater spielen, für alle eine Heimat sein, regelmäßig den Pulsschlag der Jugendlichen sichtbar zu machen und das nicht nur in Graz, sondern auch in der Steiermark und darüber hinaus.“
- STELLA 2010 - Darstellender.Kunst.Preis der Assitej Austria für „Das heilige Kind“ in der Kategorie „Herausragende Produktion für Jugendliche“

Die internationale Jury Jutta Staerk (D), Laura Graser (LUX) und Barbro Frambäck (SE) attestierte: „Hier geht ein Team ein echtes Wagnis ein: Im Jugendtheater wird die unbefleckte Empfängnis verhandelt – gesehen und diskutiert von heute aus, mit Ironie und Formbewußtsein.“
- TrauDi 2009 - Steirischer Kinderrechtepreis für "brick in the wAll"

- bestOFFstyria 2009 - theaterlandsteiermarkPREIS für "brick in the wAll"

Der Preis über 7.000,- ist für eine Produktion gedacht, die das freie Theaterschaffen in der Steiermark auf besondere Weise repräsentiert.
- STELLA 2008 - Darstellender.Kunst.Preis der Assitej Austria für „Kabale und Liebe“ in der Kategorie „Herausragende Produktion für Jugendliche“

- STELLA 2007 - Darstellender.Kunst.Preis der Assitej Austria für „Stones“ und „Schwestern“

Im Frühjahr 2007 wurde das TaO! für seine zwei Eigenproduktionen „Stones“ und „Schwestern“ mit insgesamt drei Preisen ausgezeichnet.
- bestOFFstyria 2007 - theaterlandsteiermarkPREIS für „Kabale und Liebe“

„Eigenständiger Zugriff auf die klassische Vorlage, Besonderheit der dramaturgischen Aufarbeitung, erfrischende Aufbereitung für ein junges Publikum“, so die Jury.